# I just wanna hold you tight
〈I just wanna hold you tight〉(アイ ジャスト ワナ ホールド ユー タイト 아이 자스토 와나 호루도 유 타이토[*])는 코마츠 미호의 24번째 싱글이다.

## 개요
- TV 애니메이션으로는 1999년 발표한 〈바람이 불어오는 곳〉 이래로 6년만이며, 애니메이션 작품으로는 2000년 발표한 〈당신이 있으니까〉 이래로 5년만의 작품이다.
- 원래 본인은 러브송으로 할 예정이 아니였으나, 제작중 의논에 의해서 러브송이 됐다고 한다.
- 동일 곡은 26번째 싱글 〈사랑이 되어라...〉에서 〈I just wanna hold you tight (a strange town Mix)〉로 리믹스 수록되어있다.

## 수록곡
1. I just wanna hold you tight
  - 작사 · 작곡: 코마츠 미호, 편곡: 코바야시 사토루

TV 도쿄계 애니메이션 《메른헤븐》 엔딩 테마.
2. 곧 사랑 따위 할 수 있어(すぐ恋なんて出来る)
  - 작사 · 작곡: 코마츠 미호, 편곡: 오가 요시노부
3. 푸른 여름(蒼い夏)
  - 작사 · 작곡: 코마츠 미호, 편곡: 후루이 히로히토
4. I just wanna hold you tight (instrumental)

틀:메르헤븐